# John George Children

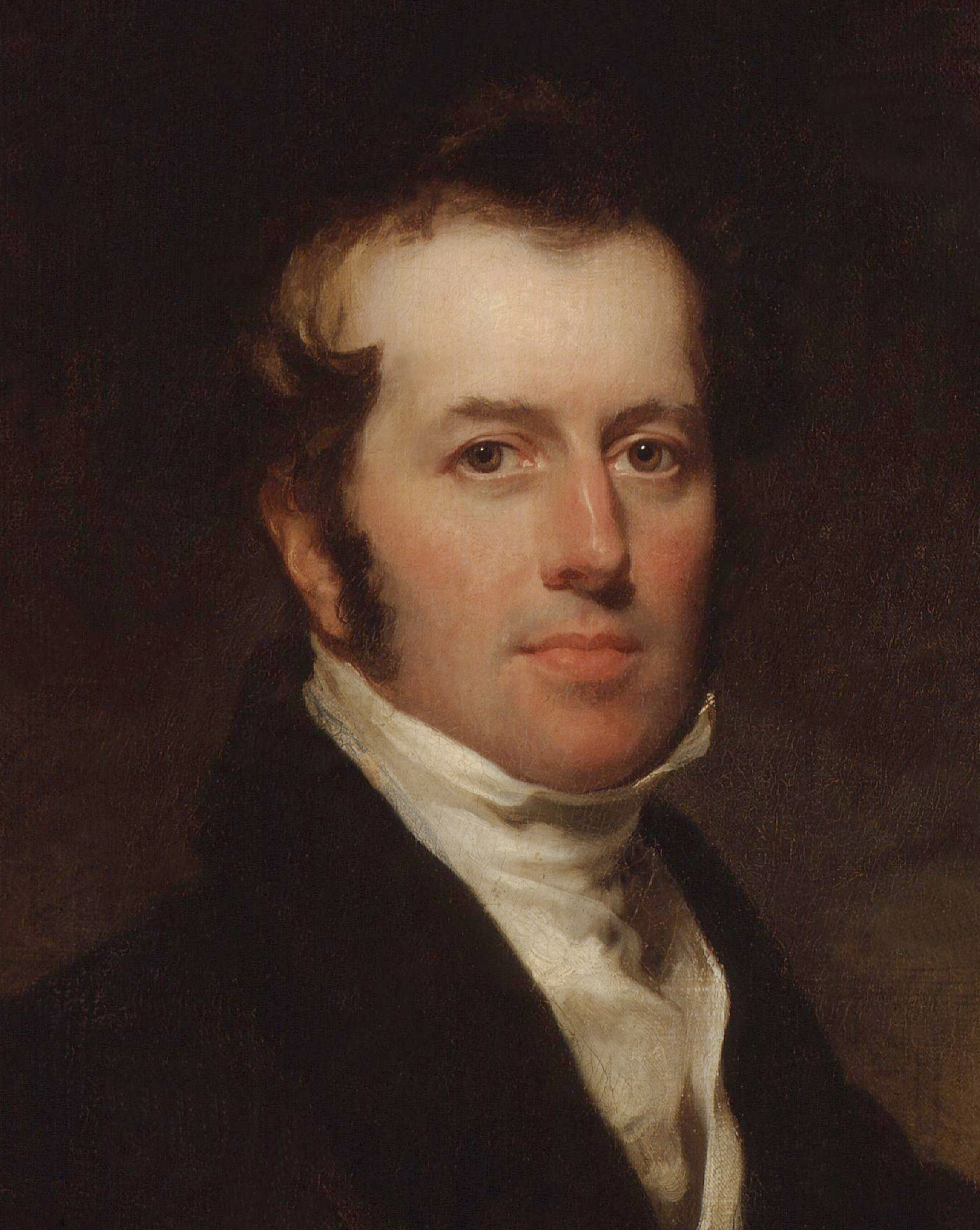
John George Children in 1826

John George Children (18 mei 1777 - Halstead, 1 januari 1852) was een Engelse scheikundige, mineraloog en zoöloog.

## Loopbaan
Children studeerde achtereenvolgens in Tonbridge, Eton College en Queens' College (Cambridge). In 1822 was hij werkzaam als bibliothecaris bij de afdeling Antiquiteiten van het British Museum toen hij werd benoemd tot assistent-conservator van de afdeling Natuurlijke Historie als opvolger van William Elford Leach. De benoeming was controversieel omdat hij minder gekwalificeerd was dan een andere sollicitant, William Swainson. Na de splitsing van de afdeling in drie secties in 1837 werd Children benoemd tot conservator van de afdeling Zoölogie. Hij ging in 1840 met pensioen en werd opgevolgd door zijn assistent, John Edward Gray. Hij werd in 1807 benoemd tot lid van de Royal Society en was secretaris van de Society in 1826 en van 1830-1837.
In 1833 was Children de stichter van wat later de Royal Entomological Society of London zou worden. Zijn naam werd gegeven aan de pythonsoort Antaresia childreni, aan het Australische insect Tropidoderus childrenii, de Noord-Amerikaanse lieveheersbeestjessoort Exochomus childreni en het mineraal childreniet. John James Audubon noemde een zangvogelsoort naar hem maar dit dier bleek een juveniel exemplaar van de al bekende gele zanger te zijn. Children's dochter was Anna Atkins, een botanicus; zij is het meest bekend gebleven door haar boek over cyanotypie fotogrammen van algen; dit was het eerste boek met foto's. Children publiceerde onder meer in de Philosophical Transactions.